# 고전적 경로 (보체)

대체 경로와 공유하는 보체 캐스케이드로 이어지는 고전적 경로

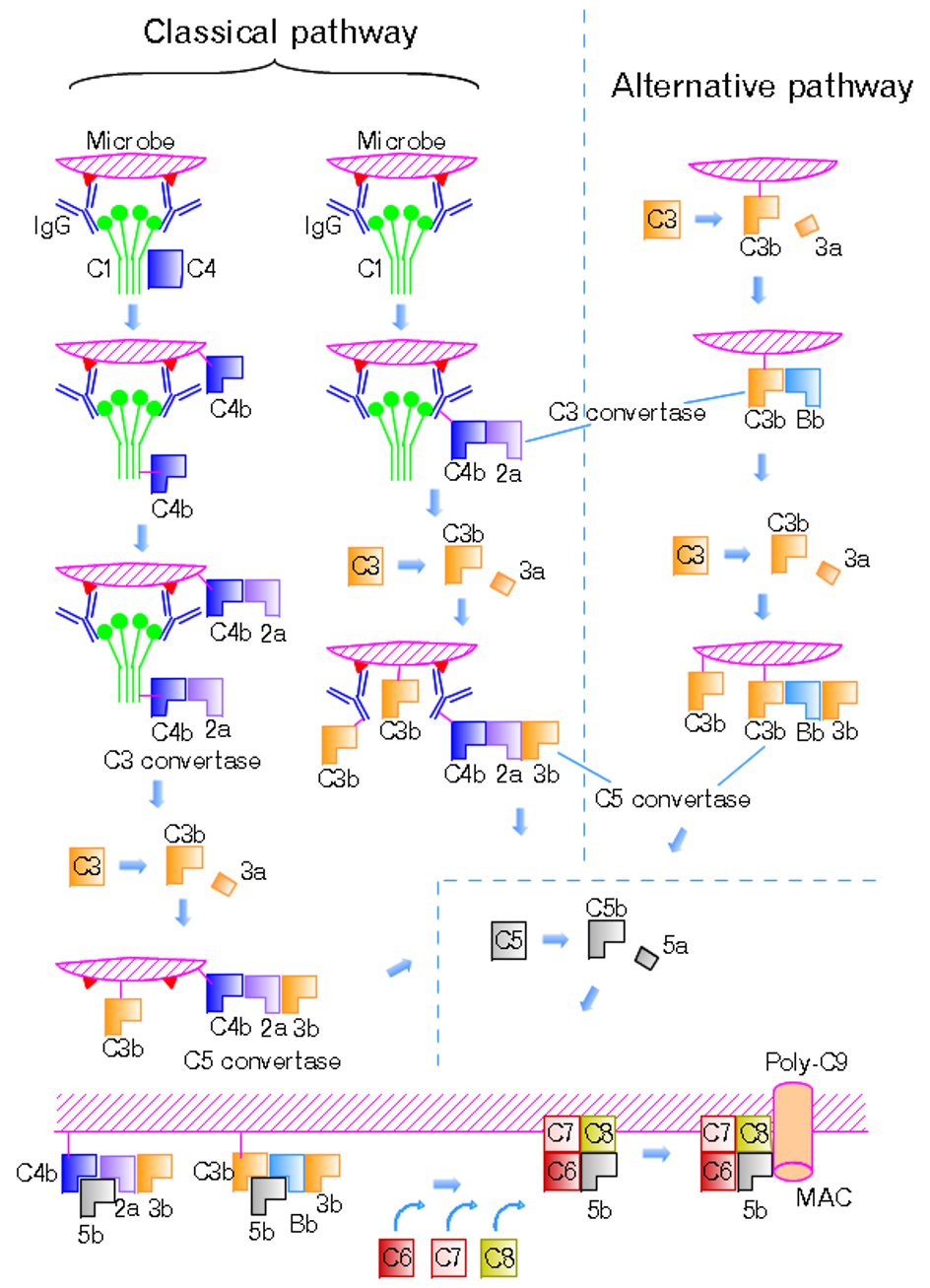
해당 단백질과 함께 표시된 고전적 경로와 대체 경로

고전적 경로(古典的經路, 영어: classical pathway)는 면역계의 일부인 보체계를 활성화하는 세 가지 경로 중 하나이다. 고전적 경로는 항체인 IgG와 IgM을 포함하는 항원-항체 복합체에 의해 시작된다.
활성화 후, 일련의 단백질들이 모집되어 C3-전환효소(C4b2b, 과거에는 C4b2a라고 불림)를 생성하고, 이것이 C3 단백질을 전달한다. 절단된 C3의 C3b 성분은 C3-전환효소(C4b2b)와 결합하여 C5-전환효소(C4b2b3b)를 생성하고, 이는 C5 단백질을 절단한다. 절단된 생성물은 식세포를 감염 부위로 끌어들이고 식세포작용을 통해 제거할 표적 세포를 표지한다. 또한, C5-전환효소는 보체계의 최종 단계를 개시하여 막공격 복합체(MAC)의 조립으로 이어진다. 막공격 복합체는 표적 세포의 세포막에 구멍을 만들어 세포 용해와 세포 사멸을 유도한다.
고전적 경로는 세포자살 세포, 괴사 세포 및 급성기 단백질에 의해서도 활성화될 수 있다.

## 보체 캐스케이드
고전적 경로는 독특한 활성화 트리거와 캐스케이드 시퀀스에서 다른 보체 경로와 구별된다. 고전적 경로, 렉틴 경로 또는 대체 경로를 통한 보체 경로의 활성화는 일련의 반응을 거쳐 결국 막공격 복합체의 형성으로 이어진다.

### 개시
고전적 경로는 항원-항체 복합체가 C1q 단백질에 결합함으로써 시작될 수 있다. C1q의 구형 영역은 항체 IgG 또는 IgM의 Fc 영역을 인식하고 결합한다. C1q의 이러한 구형 영역은 세균과 바이러스의 표면 단백질, 세포자살 세포, 급성기 단백질과 결합할 수도 있다. 이러한 활성화 인자가 없으면 C1q는 6개의 C1q 분자, 2개의 C1r 분자, 2개의 C1s 분자로 구성된 비활성 C1 복합체의 일부이다.

### C4b 전환효소의 형성
C1q가 병원체 표면이나 항원-항체 복합체와 결합하면 입체구조적 변화가 일어나고 세린 프로테에이스인 C1r이 활성화된다. 활성화된 C1r은 세린 프로테에이스인 C1s를 분해하고 활성화한다. 활성화된 C1s는 C4를 C4a와 C4b로 분해한다.

### C4b의 조절
새로 형성된 C4b는 C4가 절단되면 반응성이 매우 높은 싸이오에스터 결합이 드러남에 따라 활성화 상태를 유지할 수 없다. 싸이오에스터 결합은 물에 의해 절단되어 C4b 분자가 영구적으로 비활성화된다. 이로 인해 C4b는 병원체 표면에만 결합하도록 제한된다. C1q가 항원-항체 복합체와 복합체를 형성하거나 C1q가 병원체의 표면에 직접적으로 부착되는 활성화 원점으로부터 이동하는 데 걸리는 시간 동안 빠르게 비활성화된다.

### C3-전환효소의 형성
표면에 결합된 C4b는 C2 결합에 대한 수용체 역할을 한다. C2와 C4b가 결합하면 C2가 C1s에 의해 절단되어 C2a와 C2b로 분리된다. C2b는 단백질 염증매개물질로 혈장으로 확산되는 반면, C2a는 C4b와 결합해서 C3-전환효소(C4b2a)를 형성한다. 막결합 C3-전환효소의 기능은 수많은 C3 분자를 C3a와 C3b로 분해하는 것이다. C3a는 C3의 작은 조각이며 강력한 염증매개물질이다.

### C3b의 기능 및 구조
C3b는 옵소닌 역할을 할 수 있다. C3b는 구조와 기능 면에서 C4와 매우 유사하며, 활성인자(즉, 병원체 및 항원-항체 복합체)의 표면 친핵체에 부착되도록 하는 싸이오에스터 결합을 가지고 있다. 식세포는 C3b에 대한 수용체를 가지고 있으며, 수용체-리간드 결합의 결과로 병원체 분자를 더 쉽게 인식하고 삼킬 수 있다. 아나필라톡신인 C3a가 백혈구를 모집하기 위해 C3a 수용체(C3aR)와 상호작용하는 반면, C3b는 하류 보체 활성화에 기여한다.

### C5-전환효소 및 막공격 복합체의 형성
C3b는 C3-전환효소(C4b2a)와 결합하여 C5-전환효소(C4b2a3b)를 형성한다. C5-전환효소는 C5를 C5a와 C5b로 분해한다. C3a와 마찬가지로 C5a도 동종 C5a 수용체(C5aR)와 상호작용하여 백혈구를 끌어들이는 아나필라톡신이다. 이후 C5b와 다른 최종 구성 성분인 C6, C7, C8, C9 사이의 상호작용은 표적 세포막에 구멍을 형성하여 분해하는 막공격 복합체 또는 C5b-9 복합체를 형성한다.

## 임상적 중요성
선천성 면역계에서의 역할 때문에 고전적 경로의 보체는 많은 병원체 관련 질환에 연루되는 것으로 나타났다. 보체는 지방 조직의 면역 염증 반응을 담당하는데, 이는 비만 발병에 영향을 미치는 것으로 알려져 있다. 비만은 고전적 경로의 보체성분 1(C1)의 생성을 통해 비정상적으로 높은 수준의 보체 활성화를 초래하는데, 이로 인해 조직 염증이 생기고 결국 인슐린 저항성이 생길 수 있지만 이를 유발하는 정확한 메커니즘은 아직 알려져 있지 않다.
면역치료법은 고전적 경로의 보체 활성화를 통해 HIV 바이러스에 감염된 세포를 탐지하고 파괴하기 위해 개발되었다. 이 과정에는 HIV 특정 단백질의 보존된 영역을 표적으로 삼고 IgG 항체를 통해 항체 특이적 면역 반응을 유도하는 합성 펩타이드를 만드는 과정이 포함된다. 이것은 합성 펩타이드에 대한 특이적 항체가 고전적 경로를 촉발하고 HIV에 감염된 세포의 죽음을 유도할 수 있기 때문에 세포 내 단계에서 바이러스를 표적으로 삼는데 중요하다.
고전적 경로의 보체 활성화는 메티실린 내성 황색포도상구균(Staphylococcus aureus)을 퇴치하는 데 효과적인 것으로도 나타났다. IgM 항체의 특정 변종은 메티실린 내성 황색포도상구균에 결합하는 것으로 밝혀졌다. 이러한 IgM은 고전적 경로를 통한 보체 활성화와 그에 따른 세균의 파괴에 중요한 역할을 하는 것으로 밝혀졌다. 고전적 경로의 보체 활성화를 활용하는 치료법은 암세포를 표적으로 삼아 죽이고 종양을 파괴하는데 효과적인 것으로 나타났다. 작은 펩타이드인 타키플레신이 이런 효과를 보이는 것으로 나타났다. 표적 세포에 주입되면 C1q 모집을 촉진하고 하류 이벤트를 활성화하여 궁극적으로 종양 세포에 손상을 주고 죽이는 C5b-9 복합체를 형성하게 된다.
C1-저해제의 결핍으로 인해 고전적 경로가 조절되지 않으면 에피소드성 혈관부종이 발생한다. C1-저해제 결핍은 유전성일 수도 있고 후천성일 수도 있으며, 유전성 또는 후천성 혈관부종을 초래한다. C1-저해제는 C1r과 C1s를 불활성화하여 더 이상의 하류 고전적 보체 활성을 방지하는 역할을 한다. C1-저해제는 혈관 투과성을 유지하는 데 관련된 과정을 제어한다. 그 결과, C1-저해제 수치가 표준의 50% 미만으로 낮아져 혈관 투과성이 증가하고, 이는 혈관부종의 특징이다. 사람의 혈장에서 유래된 C1-에스터레이스 저해제인 신라이즈(Cinryze)는 유전성 혈관부종 발작의 예방을 위해 2008년에 사용이 승인되었다.
고전적 경로의 C1q 단백질의 결핍은 전신 홍반성 루푸스를 발병시킬 수 있다. C1q의 여러 기능 중에서, C1q는 고전적 경로를 활성화하고 식세포에 직접적으로 결합하여 항원-항체 복합체와 세포사멸 세포의 제거를 촉발한다. 결과적으로 C1q의 양이 부족하여 발생하는 전신 홍반성 루푸스는 자가항체와 세포사멸 세포가 축적되는 특징이 있다. 전신 홍반성 루푸스에 대한 진단 마커로서 C1q에 대한 항체를 조사하기 위한 연구가 진행 중이다.

## 같이 보기
- 보체계
- 대체 경로
- 렉틴 경로